# Paars vogelkopmosdiertje
Het paars vogelkopmosdiertje (Bugula neritina) is een mosdiertjessoort uit de familie van de Bugulidae. De wetenschappelijke naam van de soort is, als Sertularia neritina, voor het eerst geldig gepubliceerd in 1758 door Carl Linnaeus.

## Geneeskunde
Het paars vogelkopmosdiertje is interessant vanuit het perspectief van de ontdekking van geneesmiddelen. Dit omdat zijn bacteriële symbioot, Candidatus Endobugula sertula, bryostatines produceert, een groep van ongeveer twintig bioactieve natuurlijke producten. Bryostatines worden onderzocht op hun therapeutisch potentieel gericht op kankerimmunotherapie, de behandeling van de ziekte van Alzheimer, en HIV/AIDS uitroeiing, dankzij hun lage toxiciteit en antineoplastische activiteit. 